# Le Siècle
Le Siècle war eine Tageszeitung, die vom 1. Juli 1836 bis zum 28. Juni 1932 in Frankreich erschien.
Le Siècle wurde als Zeitung, die die konstitutionelle Monarchie unterstützte, begründet. Nach dem Ende der Julimonarchie 1848 änderte sich jedoch der redaktionelle Standpunkt zum Republikanismus. Le Siècle war gegen den Aufstieg Napoleons III. eingestellt. Die Bedeutung der Zeitung schwand während der Dritten Französischen Republik, bis das Erscheinen wegen zu geringer Leserschaft 1932 eingestellt wurde.
Zu Hochzeiten 1860 erreichte die Zeitung eine Auflage von über 52.000.

## Redakteure und Journalisten
- Armand Dutacq (Gründer)
- Louis Desnoyers (Mitbegründer)
- Hercule Guillemot
- François-Adolphe de Chambolle
- Édouard Lemoine
- H. Lamarche
- Louis-Augustin-François Cauchois-Lemaire
- Léonor-Joseph Havin
- Étienne Arago
- Yves Guyot